# Kosmos 2097
Kosmos 2097, sovjetski satelit sustava upozorenja o raketnom napadu iz programa Kosmos. Vrste je Oko (US-K; Oko br. 6056).
Lansiran je 28. kolovoza 1990. godine u 07:49 s kozmodroma Pljesecka, s mjesta 43/4. Lansiran je u visoku orbitu oko planeta Zemlje raketom nosačem Molnija-M 8K78M Blok 2BL. Orbita mu je bila 634 km u perigeju i 39.737 km u apogeju. Orbitna inklinacija mu je bila 62,99°. Spacetrackov kataloški broj je 20767. COSPARova oznaka je 1990-076A. Zemlju je obilazio u 718,11 minuta. Bio je mase 1900 kg.
Vratio se u atmosferu 28. prosinca 2014. godine. Iz misije je ostalo još nekoliko dijelova koji su se vratili u atmosferu nešto prije, a kružili su u geotransfernoj (Blok-2BL) i niskoj orbiti.

## Vanjske poveznice
- N2YO.com Search Satellite Database (engl.)
- Celes Trak SATCAT Format Documentation (engl.)